# ER Большой Медведицы
ER Большой Медведицы (лат. ER Ursae Majoris) — карликовая новая, двойная катаклизмическая переменная звезда типа U Близнецов (UG:) в созвездии Большой Медведицы на расстоянии приблизительно 1219 световых лет (около 374 парсеков) от Солнца. Видимая звёздная величина звезды — от +15,2m до +12,4m.

## Характеристики
Первый компонент — аккрецирующий белый карлик.